# Луксембург на Европском првенству у атлетици на отвореном 2018.
Луксембург је учествовао на 24. Европском првенству у атлетици на отвореном 2018. одржаном у Берлину, (Немачка), од 6. до 12. августа. Ово је било 22. европско првенство у атлетици на отвореном на којем је Луксембург учествовао. Репрезентацију Луксембурга представљала су 3 спортиста (2 мушкарца и 1 жена) који су се такмичили у 3 дисциплине (2 мушке и 1 женска).
На овом првенству представници Луксембурга нису освојили ниједну медаљу. У табели успешности према броју и пласману такмичара који су учествовали у финалним такмичењима (првих 8 такмичара) Луксембург је са 1 учесником у финалу делио 34. место са освојена 3 бода.
| Пл.  | Земља      | 1. место | 2. место | 3. место | 4. место | 5. место | 6. место | 7. место | 8. место | Бр. фин. | Бодови |
| ---- | ---------- | -------- | -------- | -------- | -------- | -------- | -------- | -------- | -------- | -------- | ------ |
| =34. | Луксембург | -        | -        | -        | -        | -        | 1−3      | -        | -        | 1        | 3.     |

## Учесници
| Мушкарци: - Чарел Гретен — 1.500 м - Боб Бертемес — Бацање кугле | Жене: - Шарлен Матијас — 800 м |  |

## Резултати

### Мушкарци
| Атлетичар    | Дисциплина   | Лични рекорд | Квалификације | Квалификације | Полуфинале | Полуфинале  | Финале               | Финале  | Детаљи |
| Атлетичар    | Дисциплина   | Лични рекорд | Резултат      | Место         | Резултат   | Место       | Резултат             | Место   | Детаљи |
| ------------ | ------------ | ------------ | ------------- | ------------- | ---------- | ----------- | -------------------- | ------- | ------ |
| Чарел Гретен | 800 м        | 3:39,02 НР   | 3:49,97       | 6. у гр. 1    |            |             | Није се квалификовао | 25 / 34 |        |
| Боб Бертемес | Бацање кугле | 20,56 НР     | 19,70 кв      | 5. у гр. А    | 21,00 НР   | 6 / 29 (30) |                      |         |        |

### Жене
| Атлетичарка    | Дисциплина | Лични рекорд | Квалификације | Квалификације | Полуфинале | Полуфинале | Финале                | Финале      | Детаљи |
| Атлетичарка    | Дисциплина | Лични рекорд | Резултат      | Место         | Резултат   | Место      | Резултат              | Место       | Детаљи |
| -------------- | ---------- | ------------ | ------------- | ------------- | ---------- | ---------- | --------------------- | ----------- | ------ |
| Шарлен Матијас | 800 м      | 2:00,35 НР   | 2:02,08 КВ    | 2. у гр. 2    | 2:02,01    | 8. у гр. 2 | Није се квалификовала | 8 / 32 (33) |        |